# SNT Motiv
S&T Motiv Co., Ltd (formalmente S&T Daewoo e anteriormente Daewoo Precision Industries) é uma fabricante sul-coreana de armas de fogo e autopeças fundado em 1981. Suas armas de fogo equipam a maioria das unidades da linha de frente da Forças Armadas da República da Coreia.

## História
Daewoo Precision Industries Co., Ltd foi fundada em dezembro de 1981 como uma subsidiária da Daewoo para fabricar armas pequenas. Em 1986, a empresa se diversificou na fabricação de autopeças. Em dezembro de 1992, a empresa estava listada na bolsa coreana. Após o colapso da Daewoo, a empresa foi cindida em fevereiro de 2002 e voltou ao mercado coreano em março de 2002. A maior parte de suas ações foram compradas pela S&T Holdings em junho de 2006 e foi renomeada S&T Daewoo Co., Ltd em setembro de 2006. Em março de 2012, a empresa foi renomeada S&T Motiv Co., Ltd.

## Armas de fogo

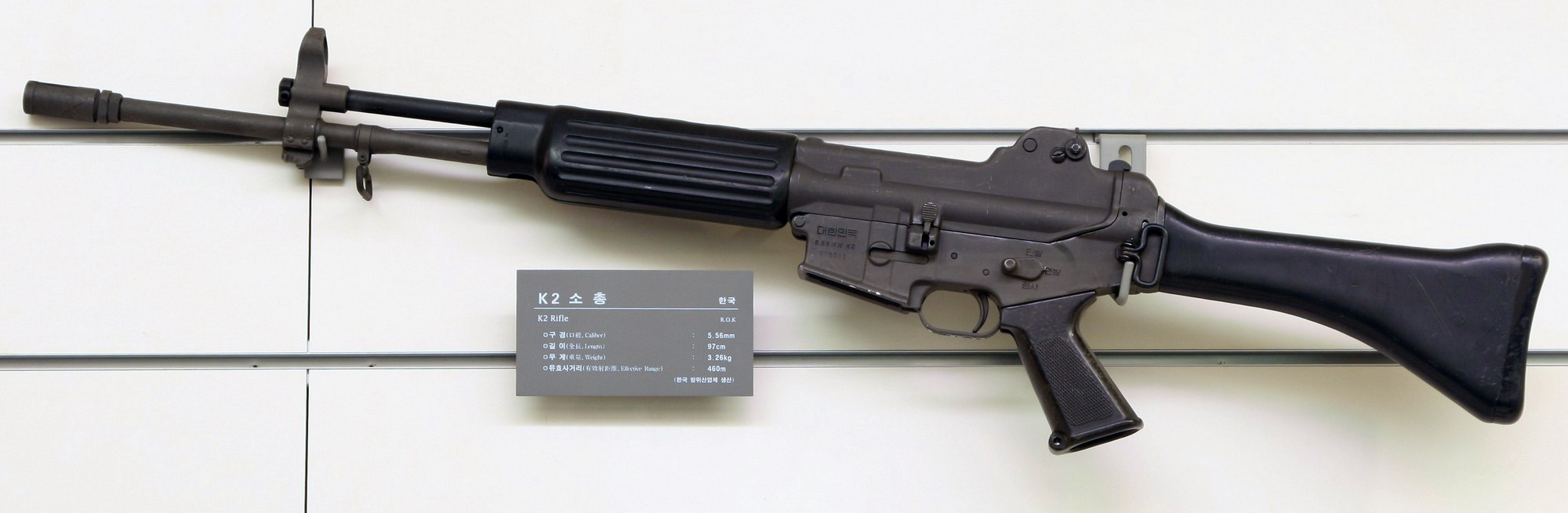
Rifle K2 no Memorial da Guerra da Coreia

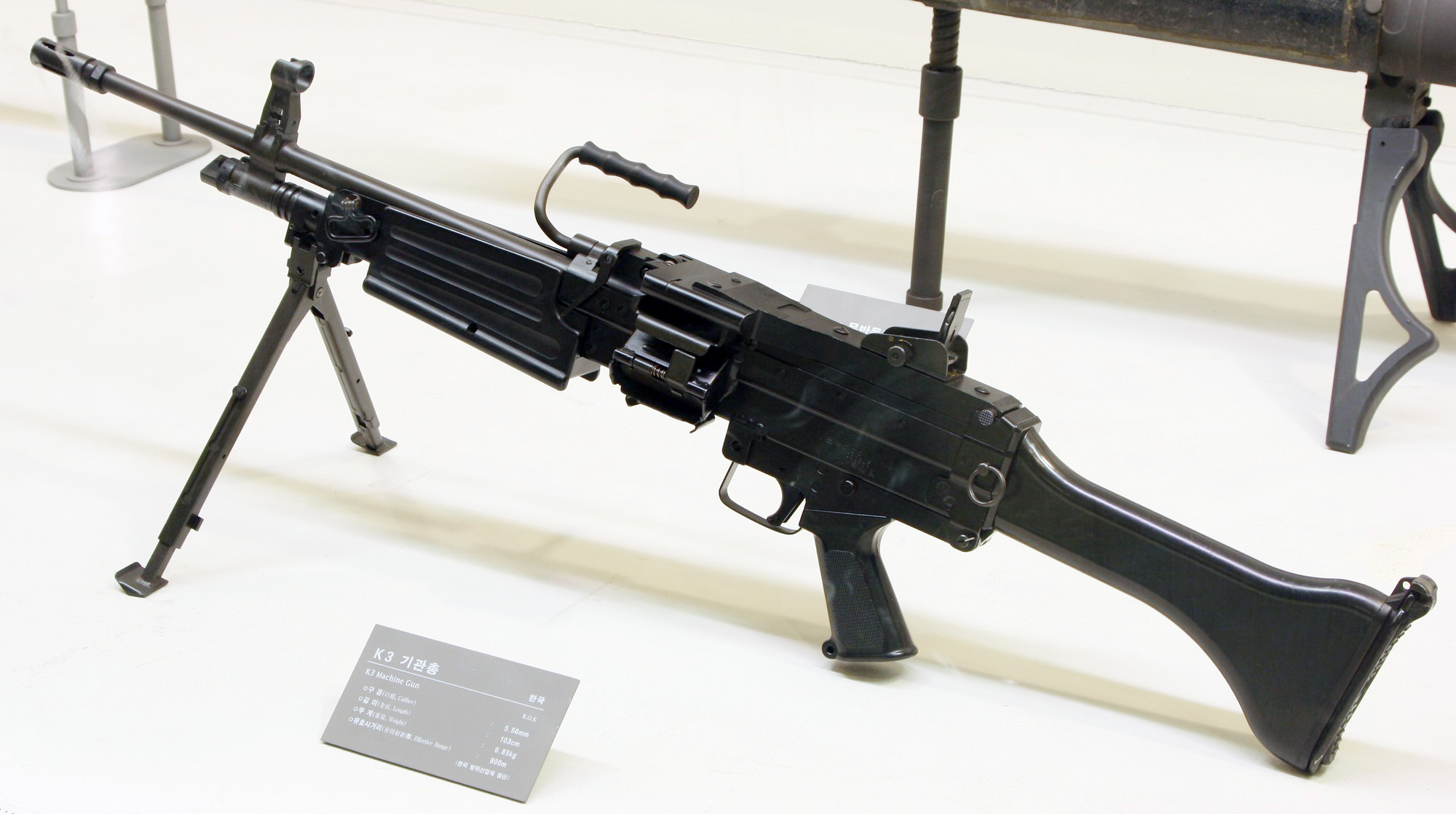
Metralhadora K3 no Memorial da Guerra da Coreia

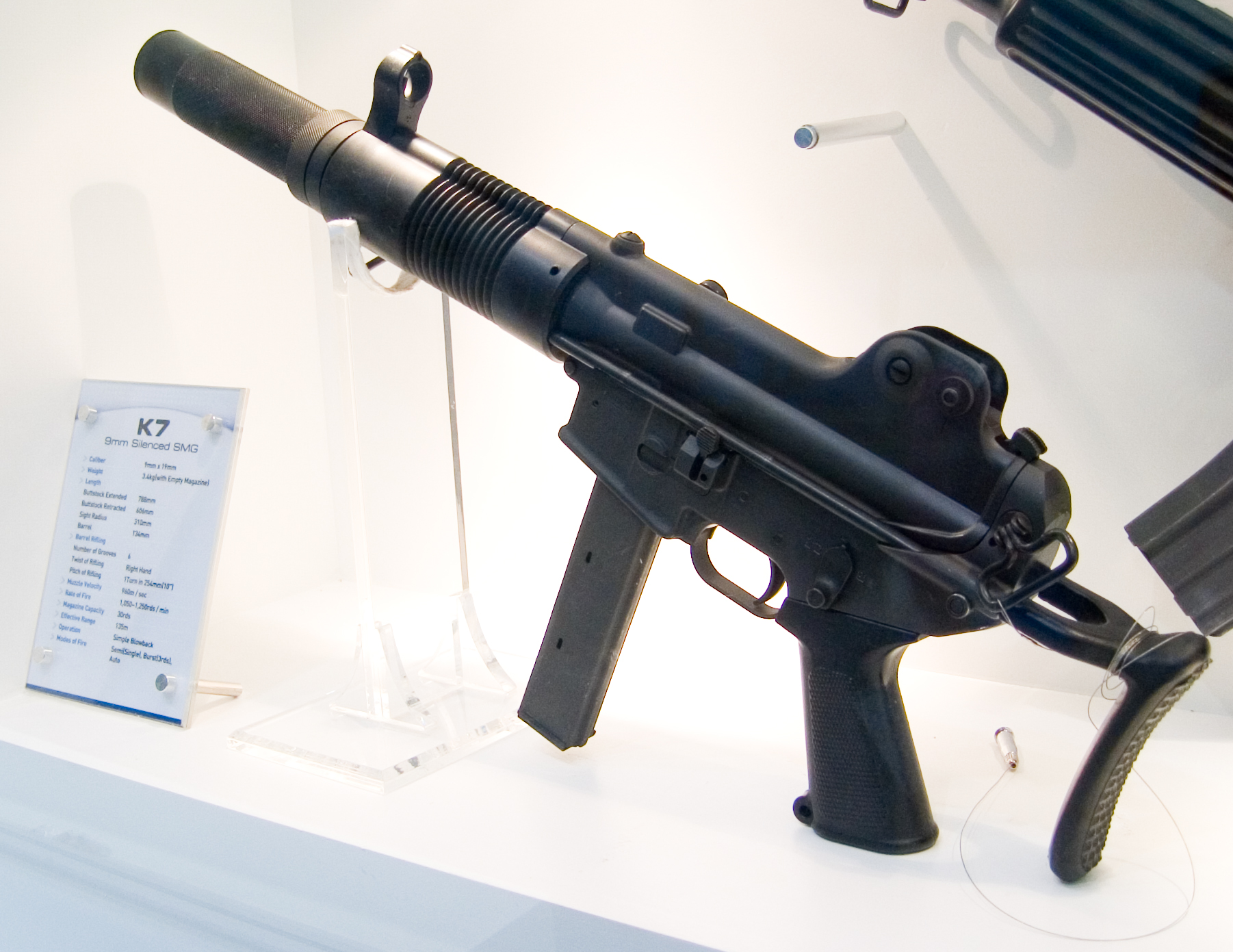
K7 SMG na Defesa da Ásia 2006

### Produção licenciada
- Pistola semiautomática M1911 (.45 ACP)
- Fuzil de assalto M16A1 (5.56×45mm NATO)[3]
- Metralhadora de uso geral M60D (7.62×51mm NATO)
- lança granadas abaixo do cano do M203, como K201, com pequenas melhorias (40×46mm)

### Projetos próprios
- USAS-12 espingarda de combate automática (12-gauge)
- K1 carabina de assalto/submetralhadora (.223 Remington)
- K2 fuzil de assalto (5.56×45mm NATO)
- K3 metralhadora leve (5.56×45mm NATO)
- K4 Lança-granadas automático (40×53mm)
- K5 pistola semiautomática (9×19mm Parabellum)
- K7 submetralhadora suprimida (9×19mm Parabellum)
- XK8 protótipo bullpup assault rifle (5.56×45mm NATO)
- XK9 protótipo submachine gun (9×19mm Parabellum)
- XK10 protótipo submetralhadora (9×19mm Parabellum)
- K11 fuzil de assalto/lança-granadas multi-arma (5.56×45mm NATO & 20×30mm)
- K12 Metralhadora de propósito geral (7.62×51mm NATO)
- K14 fuzil de precisão (7.62×51mm NATO)